# Saint-Andéol-de-Clerguemort
Saint-Andéol-de-Clerguemort är en kommun i departementet Lozère i regionen Occitanien i södra Frankrike. Kommunen ligger i kantonen Le Pont-de-Montvert som tillhör arrondissementet Florac. År 2018 hade Saint-Andéol-de-Clerguemort 88 invånare.

## Befolkningsutveckling
Antalet invånare i kommunen Saint-Andéol-de-Clerguemort
| Referens: INSEE |